# Biografía del hambre
Biografía del hambre (en francés: Biographie de la faim) es una novela autobiográfica escrita por la escritora belga Amélie Nothomb, publicada por primera vez en 2004 en lengua francesa.

## Resumen
La protagonista expone en esta obra su apetito crónico por vivir a través de sus vivencias. La novela se inicia en su infancia, donde la narradora es un bebé omnipotente que busca el amor y las atenciones de su niñera japonesa. Sigue ella de niña con sus problemas con el alcohol, la sensación constante de hambre por comer chocolate y su supuesta «potomanía». Continúa con su fase de adolescente donde decide dejar de comer y cae, junto a su hermana Juliette en la anorexia. Por último, termina con una narradora adulta inteligente, perspicaz y con un humor brillante, que ha sido capaz de recopilar en esta novela toda su vida de forma cruda, ingeniosa e hipnótica.